# Јужњачка утеха (филм)
Јужњачка утеха (енгл. Southern Comfort) америчка је акциона драма из 1981. у режији Волтера Хила. У главним улогама су Кит Карадин, Пауерс Бут и Фред Ворд. Аутори сценарија су Мајкл Кејн, Волтер Хил и Дејвид Гилер, директор фотографије је Ендру Ласло, а аутор филмске музике је Рај Кудер.

## Радња
Година 1973. Одред Националне гарде Луизијане од 9 људи, укључујући почетника Хардина (Пауерс Бут), изводи маневре викендом у локалном заливу (Бају). Нешто касније, одред који предводи штабни наредник Пул (Питер Којоти) схвата да су изгубљени у овој мочвари. Једини излаз је ићи даље на чамце који се налазе у наизглед напуштеном кампу. Док прелазе залив, група види групу Кејџуна како се враћају из лова. Испоставило се да ови чамци припадају локалним ловцима, о чему су они почели гласно да вичу војницима, захтевајући да их врате назад. Као одговор, Стаки (Луис Смит) испаљује ћорке из свог митраљеза М-60 на Кејџуне, након чега сви одлучују да наставе својим путем. Одговор Кејџуна није се дуго чекао – ватра бојевом муницијом уноси хаос и пометњу у редове одреда резервиста. У журби, крећући се у заклон, војници схватају да се води права борба за опстанак са непријатељем који познаје свако дрво у овом мочварном крају и неће одступити од свог.

## Улоге
| Глумац        | Улога                   |
| ------------- | ----------------------- |
| Кит Карадин   | Спенсер                 |
| Пауерс Бут    | Хардин                  |
| Фред Ворд     | Рис                     |
| Френклин Силс | Симс                    |
| Ти-Кеј Картер | Крибс                   |
| Луис Смит     | Стаки                   |
| Лес Ланом     | Каспер                  |
| Питер Кајоти  | Пул                     |
| Алан Отри     | „Тренер“ Бауден         |
| Брајон Џејмс  | Кејџунски трапер        |
| Сони Ландам   | Ловац                   |
| Дјуи Болфа    | Кејџунски певач и играч |